# الشاهلي (مدينة حجة)

تعديل مصدري - تعديل

الشاهلي هي إحدى قرى عزلة عبس بمديرية مدينة حجة التابعة لمحافظة حجة، بلغ تعداد سكانها 1142 نسمة حسب تعداد اليمن لعام 2004.